# Automobiles Charron

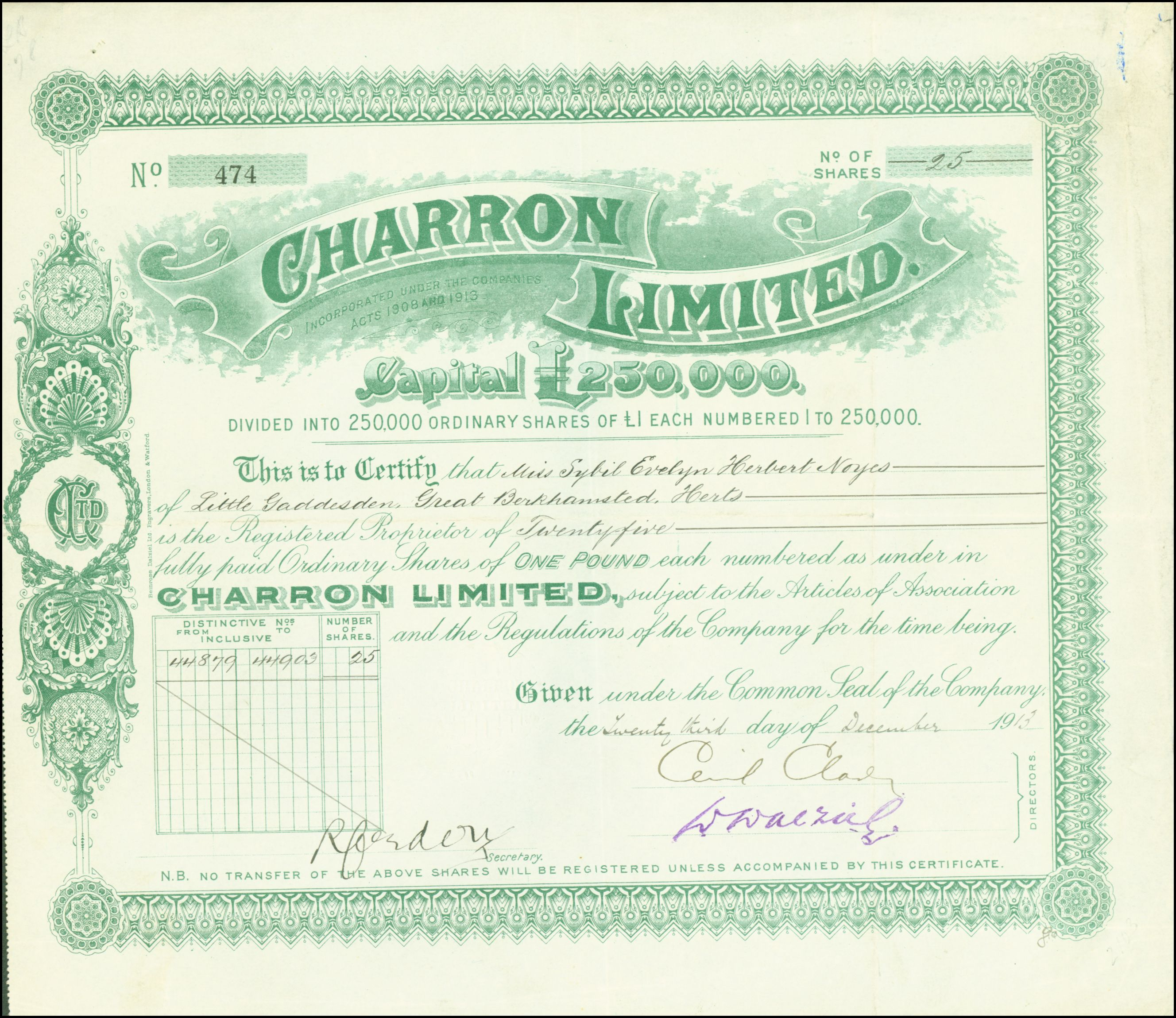
Aktie der Charron Ltd. vom 23. Dezember 1913

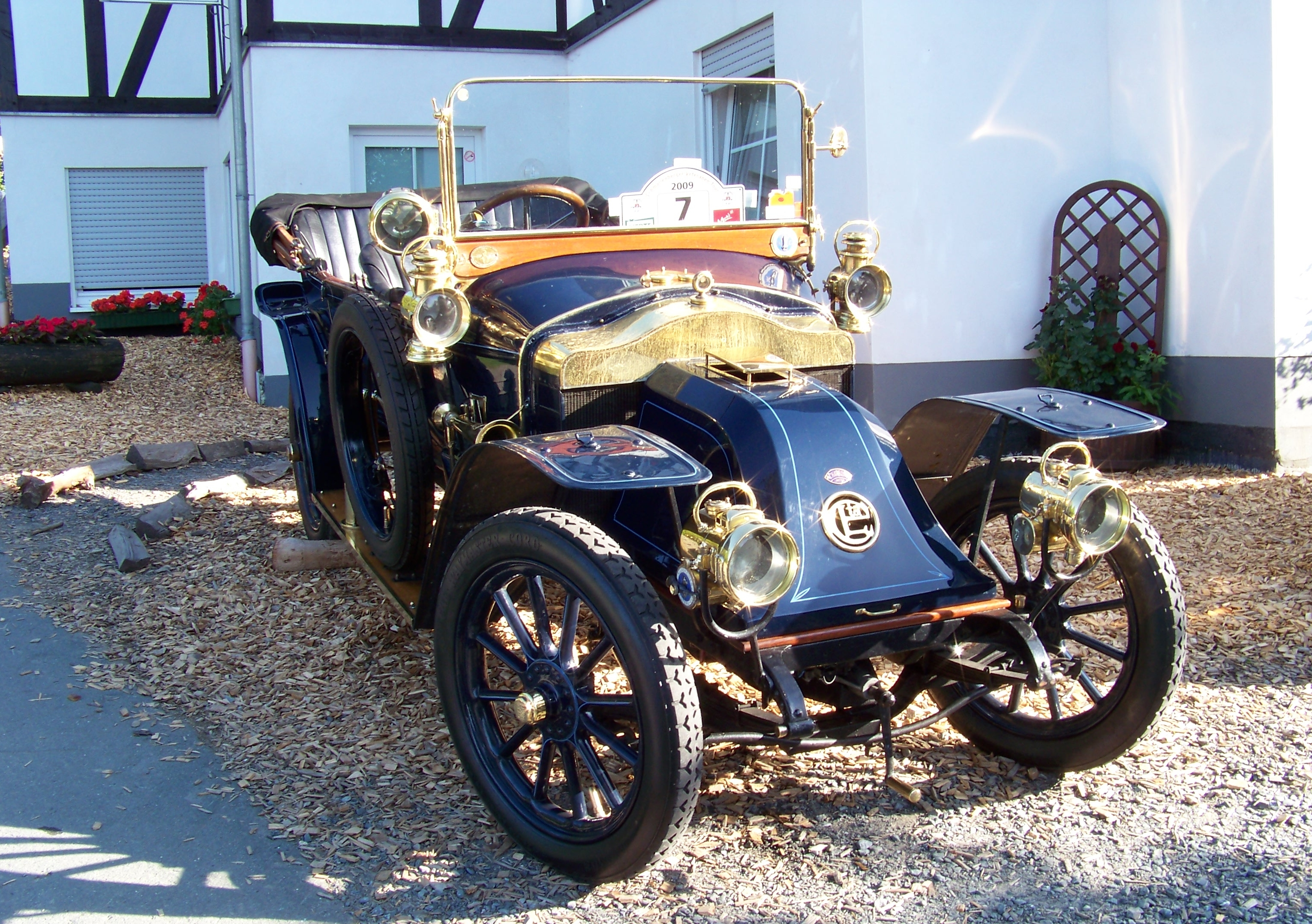
Charron

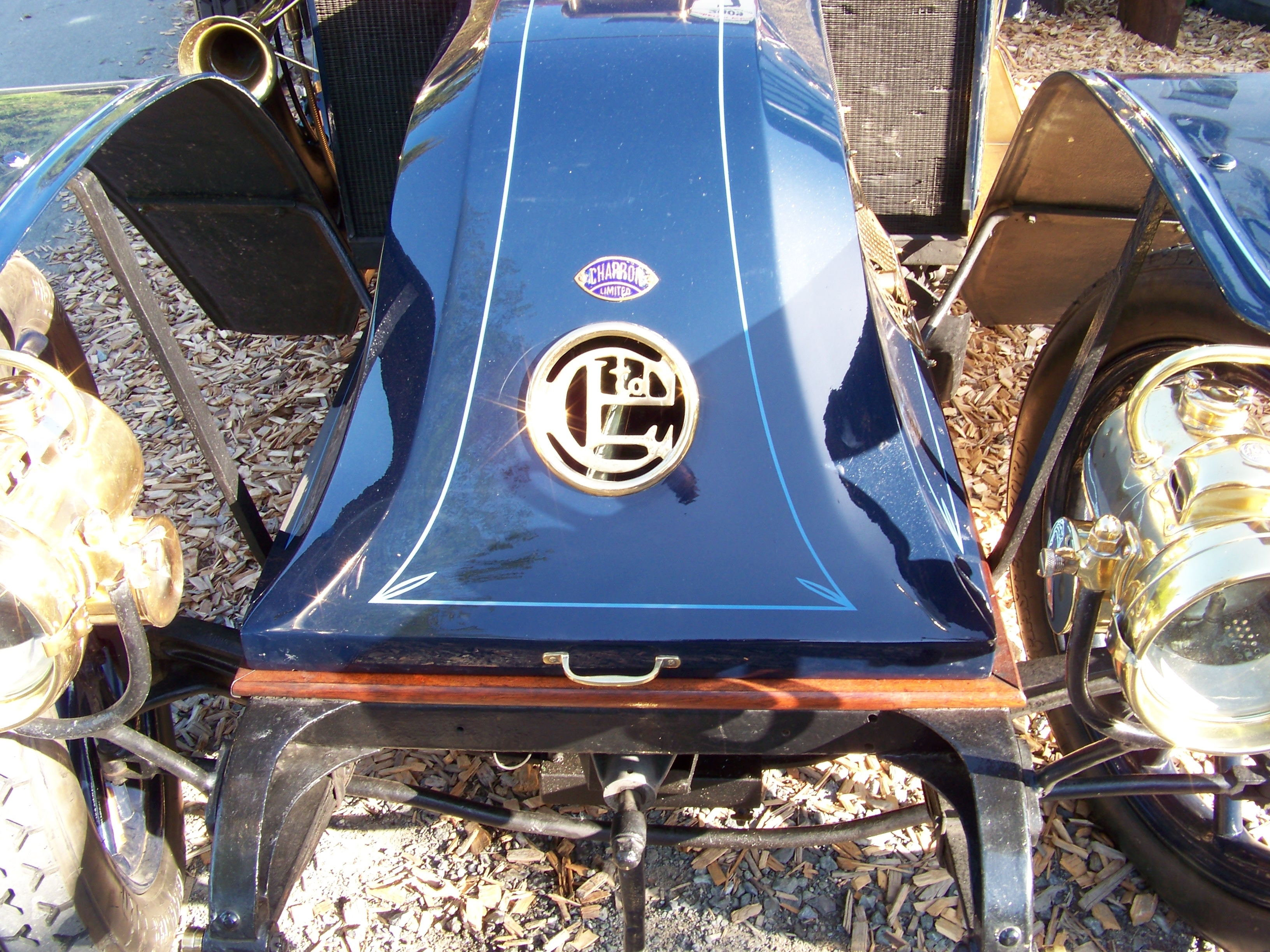
Charron, Front mit Firmenzeichen

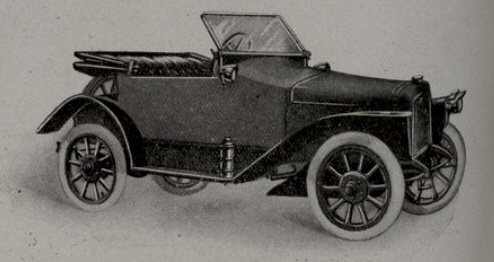
Charonette 6 HP um 1919

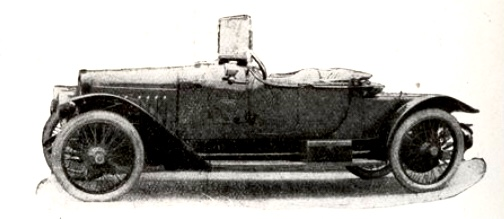
Charron 12 HP Torpedokarosserie um 1919

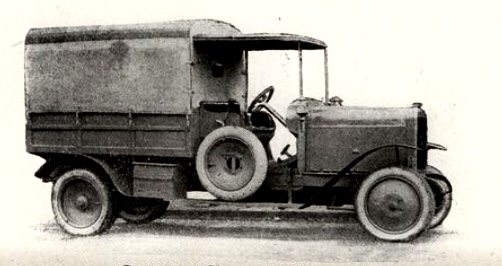
Charron Camionnette 1,5 t um 1919

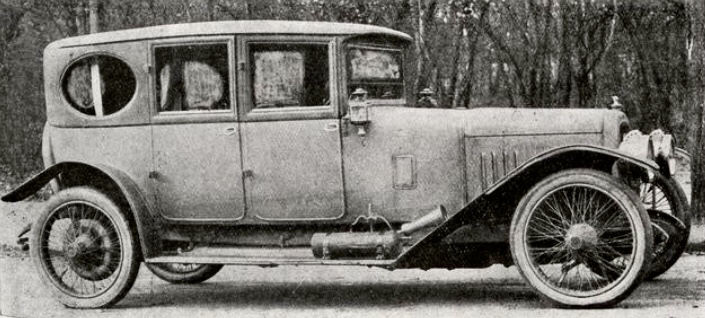
Charron 15 HP um 1919

Automobiles Charron war ein französischer Automobilhersteller, der von 1907 bis 1930 existierte.
Drei ehemalige Fahrrad- und Autorennfahrer der Marke Panhard & Levassor – Fernand Charron, Léonce Girardot und Émile Voigt, gründeten 1901 die Firma C.G.V. in Puteaux. Nachdem Girardot die Firma 1906 verlassen und eine britische Investorengruppe die Kontrolle erlangt hatte, wurde sie in Automobiles Charron Limited umbenannt.
1907 wurde der 8/10 CV mit einem Zweizylindermotor mit 1206 cm³ Hubraum mit einer Bohrung von 80 mm und einem Hub von 120 mm vorgestellt.
Bis 1912 entstanden verschiedene Vierzylinder-Modelle, darunter ein 10 CV mit 1592 cm³ Hubraum mit 65 mm Bohrung und 120 mm Hub, ein 12 CV mit 2412 cm³ Hubraum mit 80 mm Bohrung und 120 mm Hub und ein 29 CV mit 5701 cm³ Hubraum. Der 12 CV hatte einen Radstand von 2450 mm. Bereits 1907 verließ Fernand Charron das Unternehmen und gründete 1912 Alda, einen kleinen Sportwagen-Hersteller in Courbevoie.
Charron hielt lange an der Konstruktionsweise fest, den Wasserkühler hinter statt vor dem Motor anzubringen. Daraus ergab sich eine „schaufelförmige“ Motorhaube. Bekanntester Vertreter dieses Prinzips war Renault, die bis weit in die 1920er-Jahre daran festhielt.
1912 erschienen ein Sechszylindermodell mit 3619 cm³ Hubraum und der kleine 7/10 CV. Aus letzterem wurde kurz vor dem Ersten Weltkrieg die Charronette entwickelt, eine Voiturette (Kleinstwagen) mit 6 CV und 1056 cm³ Hubraum mit 58 mm Bohrung und 100 mm Hub. Dank Heeresaufträgen konnte während des Krieges weiterproduziert werden. Das Chassis wog 350 kg. Der komplette Zweisitzer wog 470 kg.
1913 erschien ein 14 HP Vierzylindermodell mit 3016 cm³ Hubraum mit 80 mm Bohrung und 150 mm Hub.
Mit sieben Modellen wurde die zivile Produktion nach dem Krieg wieder aufgenommen, doch wurde dieses unübersichtliche Lieferprogramm bis 1920 auf drei Typen reduziert. Der 15 HP hatte einen Vierzylindermotor mit 3404 cm³ Hubraum mit 85 mm Bohrung und 150 mm Hub. Radstand 2700 mm. Vierganggetriebe. Chassisgewicht 950 kg. Preis 16.000 Franc. Ein Kleinlaster „Camionette“ hatte den gleichen Motor, aber 3000 mm Radstand. Chassisgewicht 1200 kg.
1925 wurde das neue Modell 12/14 CV mit Sechszylindermotor und einem Hubraum von 2770 cm³ vorgestellt. Die Charronette wurde – als Kleinlaster Fourgonette – bis zur Schließung der Firma im Jahre 1930 gebaut.